# Rosalia Tarnavska
Rosalia Tarnavska (em ucraniano:  Розалія Тарнавська; 14 de outubro de 1932 - 3 de junho de 2020) foi uma poeta ucraniana.
Tarnavska morreu em 3 de junho de 2020, aos 87 anos. 